# Telegramm-Gruppe
Die Telegramm-Gruppe war ein informeller Kreis von bildenden Künstlern und Schriftstellern in Reutlingen der 1950er Jahre, benannt nach dem literarisch-grafischen Faltblatt „telegramme“ (1954–1958), das aus dem Kreis hervorging.

## Entstehung
Initiator und Mittelpunkt des Kreises von bildenden Künstlern und Schriftstellern war der Maler Winand Victor (1918–2014), Sohn einer Aachener Familie, der nach Kunststudium und Kriegsdienst 1949 durch Heirat nach Reutlingen gelangte. Hier errichtete er sich im Garten seiner Schwiegereltern ein Atelierhaus. Als er 1952 in Reutlingen die befreundeten Schriftsteller Richard Salis (1931–1988) und Günter Bruno Fuchs (1928–1977) kennenlernte, lud er sie zu Lesungen in sein Atelier ein und bot dem Berliner Fuchs auch eine vorläufige Unterkunft.
Bald kam in dem Atelier eine ganze Gruppe unterschiedlicher künstlerischer Temperamente zusammen, denen die Erfahrung des Krieges und der Abscheu vor dem System, das ihn verursacht hatte, gemeinsam war und daraus folgend eine Haltung kritischer Wachsamkeit. Die einen schrieben wie Gerhard Blind, Werner Dohm, Willy Leygraf, Rudolf Paul und Richard Salis, andere malten wie Fritz Ketz und Winand Victor, wieder andere schrieben und schufen zugleich Bilder wie Günter Bruno Fuchs und Dietrich Kirsch, und einer, der Musiker Walter Hecklinger, vertonte Gedichte aus dem Kreis zu Liedern.

## Publikationen
In wechselnder Herausgeberschaft wurden „pazifistische Flugblätter gedruckt – in winziger Auflage, mit Originalgraphik und aufrüttelnden Texten –, die sich, schon im Titel erkennbar, als Botschaften verstanden, als Botschaften an Einzelne: ‚Der Türklopfer‘ (1952), ‚Ruf und Antwort‘ (1952), ‚telegramme‘ (1954–1958), ‚Visum‘ (1957/58).“
Die faltblattartige Publikation „telegramme“, von der 14 Nummern in einer Auflage von 250 bis 300 Exemplaren erschienen, wurde von Winand Victor, Dietrich Kirsch und Günter Bruno Fuchs herausgegeben. Der Name dieser dauerhaftesten Publikation ist schon bald auf den Kreis um Winand Victor angewendet worden, auch wenn es in dem Blatt Beiträger gab, die nicht dem Reutlinger Kreis zuzurechnen waren (Wolfgang Bächler, Hermann Lenz, Kurt Leonhard, Johannes Poethen, Oliver Storz).
Beispielhaft seien aus den Blättern einige besonders eindringliche Bilder genannt:
- Von Victor: Schweißtuch Christi (mit der Widmung „den toten der gewalt“. Nr. 1), Schlafendes Kind (4)
- Von Ketz: Der Partisanenjunge (5), Der Vermisste (10)
- Von Fuchs: Mann mit Vogel (9)

Ebenfalls beispielhaft drei Gedichtanfänge:
- Von Fuchs: Arioso: Gasse im Irrlichtgarten / zur Krippe, zum Menschensohn: / Allüberall Standarten / der Zahn-um-Zahn-Aktion (Nr. 8)
- Von Lenz: Zerstörte Schaubude: Die Wege so erschreckend: überall / Die Wachsfiguren ohne Kopf. Am Boden glänzt / Da eine weiße Hand, dort eine rosa Brust (6)
- Von Salis: Hinter dem Milchglas: Fabriken baut man mit großen Fenstern, / des Lichtes wegen. / Aber die Scheiben müssen aus Milchglas sein, / damit du draußen die Bäume nicht siehst. (6)

Zur Wirkung des Blattes „telegramm 7“, das Winand Victors Bild einer ausgemergelten Frau mit Judenstern zeigt, ergänzt durch ein KZ-Einweisungsformular, gibt es eine Beschreibung durch den Lektor des Mitteldeutschen Verlages Martin Gregor-Dellin. Am 2. August 1955 schrieb er an Winand Victor:

„Einer meiner Berufskollegen […] zog ein ganz zerknittertes ‚telegramm 7‘ aus der Tasche […]: Vielen habe er es nun gezeigt. Jedesmal hätten sie die Aufschrift ‚telegramm 7‘ lächelnd quittiert, beim Aufschlagen habe das Stutzen begonnen. Zunächst noch mit nachdenklicher Stirn das Bild betrachtend, wären sie endlich verstummt in ihrem Hochmut …“

Zu den Förderern der „telegramme“ gehörten u. a. Martin Buber (Jerusalem) und Hermann Hesse (Montagnola). Buber schrieb den Herausgebern:

„Sie dürfen jetzt und immer meines aufmerksamen Betrachtens und Lesens gewiss sein …“

Und Hesse:

„Zu den Gefahren, die zu bekämpfen sind, gehört unter andern auch die Kriegsangst […] Dieser Angst […] überall entgegenzutreten […] gehört zu den Pflichten derer, die guten Willens sind.“

Texte und Grafiken aus den „telegrammen“ sind in Buchausgaben nachgedruckt worden. So erschienen Gedichte von Günter Bruno Fuchs, Dietrich Kirsch und Richard Salis schon 1955 in dem gemeinsamen Band „Fenster und Weg“, der – ausgestattet mit Monotypien von Winand Victor – im Mitteldeutschen Verlag, Halle, herauskam. Von allen drei Autoren gibt es spätere Bücher, in die Texte aus ihren frühen Reutlinger Jahren aufgenommen wurden (s. Literaturverzeichnis). Ebenso sind Grafiken von Winand Victor und Fritz Ketz in Bildbänden, die den Künstlern gewidmet sind, wieder abgedruckt worden.

## Ausstellungen und Lesungen
1956 waren Winand Victor und Fritz Ketz (1903–1983), die schon zuvor Bilder in Reutlingen präsentiert hatten, an einer größeren Ausstellung im Reutlinger Spendhaus beteiligt. Im selben Jahr kam es, vermittelt durch Dietrich Kirsch (* 1924), zu einer Ausstellung der Reutlinger Gruppe in München, in der neben Victor und Ketz auch Fuchs und Kirsch vertreten waren. Programmatisch war der symbolische Titel der Ausstellung: „vogelflug verwirft die zäune“. Ergänzend zu der Bilderschau gab es Lesungen von Fuchs und Kirsch sowie, als Gast, von Martin Gregor-Dellin. Ein Vertreter vom veranstaltenden „Schutzverband bildender Künstler“ schrieb am 12. Juni 1956 an Kirsch:

„Dass Ihr die ‚Telegramme‘ zeigt, ist sehr gut, die Besucher hängen immer in ganzen Trauben dran.“

Am 13. Juli 1956 brachte der Reutlinger General-Anzeiger einen Bericht über die „Reutlinger telegramm-Gruppe in München“, in dem am Schluss die Süddeutsche Zeitung zitiert wird:

„Das mutige unabhängige Wollen der Reutlinger Gruppe ist in unserer Atmosphäre der Wirtschaftswundersattheit ein erfreuliches Zeichen.“

Ebenfalls 1956 und noch einmal 1957 beteiligte sich die Gruppe an dem Jugend-Festspieltreffen in Bayreuth, „Höhepunkt und Ende der ‚telegramm-Gruppe‘“, wie Gregor-Dellin rückblickend feststellte. Der Leiter des Jugend-Festspieltreffens, Herbert Barth, schrieb in einem Katalog-Vorwort:

„Was uns die telegramm-gruppe in ihrer Ausstellung und in ihren Autoren-Lesungen darbietet, sind Zeugnisse eines künstlerischen Ausdrucksvermögens der jungen Generation, die nicht an den Erscheinungen unserer Zeit vorbeireden und sich mit einem arkadischen Zustand zufrieden geben will. Sie ist […] zutiefst angerührt von dem, was mit den Menschen dieser Zeit geschieht.“

Was Barth hier in Worte fasst, zeigt der Katalog pointiert in einer Grafik von Winand Victor: die Darstellung eines einbeinigen Mannes, der sich, eine Mundharmonika am Mund, auf eine Krücke stützt – betitelt „Pan im Hinterhof“ (1957).
Nach dem zweiten Bayreuther Treffen löste sich die Gruppe allmählich auf. Fuchs kehrte 1958 nach Berlin zurück, wo er sich einen Namen als Großstadtpoet machte. Kirsch wurde Buchgestalter im Otto-Maier-Verlag, Ravensburg, Salis Mitherausgeber von Literaturzeitschriften (alternative; reutlinger drucke). Winand Victor und Fritz Ketz entwickelten ihren Malstil weiter und präsentierten sich der Öffentlichkeit in Einzelausstellungen in verschiedenen deutschen Städten. Kontakte zwischen den Mitgliedern der telegramm-Gruppe gab es weiterhin.